# Курсовой переулок
Курсово́й переу́лок — улица в центре Москвы в Хамовниках между Соймоновским проездом и 1-м Зачатьевским переулком. Здесь находится посольство Республики Мадагаскар и визовый отдел посольства Швейцарии.

## Происхождение названия
Назван по находившимся здесь Пречистенским рабочим курсам (открыты в 1897 году), где преподавали многие видные деятели науки и культуры. До 1922 года — Нижний Лесной переулок. Это название возникло в XIX веке в память о существовавших здесь в XVIII веке лесных рядах, где продавались лесоматериалы для строительства. Соседний же Молочный переулок назван по молочному рынку.

## Описание
Курсовой переулок начинается от 1-го Зачатьевского переулка, проходит на север параллельно Пречистенской набережной, слева к нему примыкают Пожарский и 2-й Обыденский переулки, выходит на Соймоновский проезд напротив Храма Христа Спасителя.

## Здания и сооружения
По нечётной стороне:
- Дом № 1 7710372000 — дом Перцовой, 1906—1910 гг., инж. Н. К. Жуков, худ. С. В. Малютин;
- Дом № 5 — посольство Республики Мадагаскар;
- Дом № 7 — посольство Брунея. Ранее здесь располагались визовый и экономический отделы посольства Швейцарии;
- Дом № 9 — посольство Южной Осетии в Москве, «Инпредкадры» Филиал ГлавУпДК при МИД России;
- Дом № 13 — Клубный жилой комплекс «Курс Хаус» («Course House», построен в 2007 г., арх. А. Я. Пантиелев, Р. А. Пантиелев, Официальный сайт: Архитектурная мастерская «АРПМ» — Аркадий и Родион Пантиелевы — Москва);
- Дом № 15 — детский подростковый клуб-студия «Пречистенские ворота»;
- Дом № 17  7734935000 — здание Пречистенских курсов (1905, арх. В. Н. Башкиров). В настоящее время — Международный союз научных и инженерных общественных объединений;

По чётной стороне:
- Дом № 4 — Газпромнефть;
- Дом № 6 — букинг-агентство; Клуб музыкантов «TREDA»;
- Дом № 8/2 — коньячный клуб-ресторан «Доля ангелов»;
- Дом № 12/5, строение 5 — Филиал ОАО «Углеметбанк» в Москве;
- Дом № 12/5, строение 7 — ФГУП «Космическая связь».